# Друкман, Хаим
Хаим Меир Друкман (15 ноября 1932, Куты, Станиславовское воеводство — 25 декабря 2022, Иерусалим) — раввин, педагог и общественный деятель религиозного сионизма. Бывший депутат Кнессета и заместитель министра по делам религии. Среди его должностей: глава иешивы «Ор Эцион», которая включает в себя иешиву Бней Акива, иешиву-среднюю школу и иешиват-хесдер. Председатель Системы иешив Бней Акива, член руководства Национального совета движения «Бней Акива». В период с 2004 по 2008 год он также работал главой «Системы гиюра» в Министерстве Главы правительства. Лауреат Государственной премии Израиля 2012 года в области государственной и общественной деятельности.

## Биография
Родился 15 ноября 1932 в Кутах, Польша (сейчас Украина). После пакта Молотова — Риббентропа, когда Советский Союз занял город, был направлен в советскую школу с обучением на идише. Когда Польша была оккупирована нацистской Германией, скрывался от немцев. В Песах 1942 г. со своими родителями прятался в подвале под домом его дяди в нееврейской части города. Летом 1942 г. его родители бежали с ним в Черновцы, который был в то время частью Румынии, там они пробыли год. Друкман провел некоторое время в приюте. Позже его родители передали его бездетной еврейской паре, которая получила сертификаты на въезд в Палестину, и отправили его вместе с ними в августе 1944 на одном из трёх кораблей из Констанцы в Стамбул. По первоначальному плану они должны были отплыть на «Мефкуре», но они опоздали и попали на другое судно, и таким образом спаслись, поскольку «Мефкура» был потоплен подводной лодкой, и почти все пассажиры погибли. После войны его родители репатриировались в Израиль, и семья воссоединилась.
Учился в школе «Алия» в Петах-Тикве, в иешиве «Бней Акива» «Кфар ха-Роэ», в "Мерказ ха-Рав" в Иерусалиме у раввина Цви-Йехуды Кука.
В 1954 г. был среди вожатых «шевета» (ежегодного набора) «Эйтаним» движения «Бней Акива». Среди его воспитанников были Залман Барух Меламед, Яаков Фильбер, Цефанья Дрори, Биньямин Херлинг и Шабтай Зеликович, которые основали ешиву «Керем бе-Явне». В 1955—1956 гг. был посланцем «Бней Акива» в Соединённых Штатах Америки. Преподавал еврейское мировоззрение в иешиве «Мерказ ха-Рав» вместе с раввином Элиэзером Вальдманом. Вместе они подготовили новое издание книги рава Кука «Свет раскаяния».
Позже он создал ешиву «Ор Эцион», которая распространяет учение рава А. И. Кука. Он также был членом Исполнительного комитета объединения иешив-хесдер и пользовался большим влиянием в вопросах отношений между иешивами и армией. Был авторитетным раввином в движении «Бней Акива».
На выборах в Кнессет 9-го созыва в 1977 впервые был избран депутатом от партии Мафдаль. Рав Цви-Йехуда Кук предлагал назначить его министром образования, но на эту должность был назначен Звулун Хаммер. Во втором правительстве Менахема Бегина, в 1981, был назначен заместителем министра по делам религии. Он ушёл в отставку после семи месяцев работы (2 марта 1982 г.), поскольку Кнессет утвердил эвакуацию Ямита. В 1983 вышел из Мафдаля и основал партию «Религиозный сионистский лагерь» («Махане ционут датит»), а затем вместе с «Поалей Агудат Исраэль» создал блок «Мораша», от которой он баллотировался в 11-й Кнессет (в 1984). B 1986 г. ушёл из «Мораша» и вернулся в Мафдаль. Уволился из Кнессета в 1988 г. Перед выборами в Кнессет 15-го созыва (в 1999) ему было предложено вернуться, и он шёл вторым в списке Мафдаль. Был депутатом Кнессета до 2003 г.
Принимал активное участие в движении «Гуш Эмуним». Перед изгнанием евреев из поселений Северного Синая (Хевель Ямит) переехал в Ямит со своей семьей и учениками чтобы поддержать его жителей. После ареста еврейского подполья сказал его членам, что они действовали неправильно.
7 ноября 1993 был ранен при обстреле его машины по дороге в Кирьят-Арба. В этом теракте был убит Эфи Айюби, его водитель, житель Кфар-Даром. ШАБАК опасался, что это было покушение на рава, и на несколько месяцев поставил охрану рядом с его домом в Мерказ Шапира.
В 1997 году он возглавил комиссию по гиюру несовершеннолетних, которая представила свои рекомендации премьер-министру. В начале 2004 стал служить в качестве главы «Системы гиюра» в Министерстве Главы правительства.
В 1999 юридический советник правительства Эльяким Рубинштейн направил ему письмо с выговором за то, что он не допустил полицию к расследованию сексуальных домогательств в ешиве «Нетив Меир», которое было в сфере его внимания, и предпочёл внутреннее расследование и удаление подозреваемого. В 2010 году защитил раввина Моти Элона, подозреваемого в непристойных действиях, заявив, что можно советоваться с ним без опасений.
Состоял в браке с доктором Сарой Друкман, врачом, дочерью профессора Я. Н. Эпштейна. Отец девяти детей; жил в Мерказ Шапира.

## Конфликт по проблеме гиюров
Много лет работал как Ав Бейт-Дин в суде по гиюрам Южного округа и вёл политику, направленную на увеличение числа проходящих гиюр. Ультрарелигиозные раввины стояли в оппозиции к этой политике, и в 2008 коллегией из трёх судей Высшего раввинского суда (Бейт-Дин Гадоль) во главе с раввином Авраамом Шерманом обсуждался вопрос о законности гиюра женщины, которая прошла его в суде раввина Друкмана, этот гиюр был отменён и р. Друкман и его гиюры были подвергнуты критике. После жалобы, поданной раввином Друкманом, омбудсмен по делам судей, Това Штрасберг-Коэн, заявила, что рав Шерман полагался «на неясный случай, который не был представлен в качестве доказательства», и рекомендовала уволить его. Эта рекомендация была поддержана министром юстиции Даниэлем Фридманом. Но Комитет по назначению судей не одобрил эту рекомендацию. В конце 2008 года юридический советник правительства Менахем Мазуз обратился в Высший суд справедливости (Багац) с просьбой отменить решения раввинского суда в Ашдоде и Высшего раввинского суда об отмене гиюра и признать гиюры раввина Друкмана. В 2012 году Багац отменил решение раввинского суда и признал гиюры Друкмана.

## Идеология
Рав Друкман — один из выдающихся учеников р. Цви Иегуды Кука. В период конфликта между учениками раввина Авраама Шапира и учениками раввина Цви Тау в ешиве «Мерказ ха-рав» раввин Друкман был фигурой, приемлемой для обеих сторон, и не участвовал в конфликте.
В отношении проблемы об отказе от выполнения армейского приказа, если он противоречит галахе (серув пкуда), не высказал официальной позиции. На практике он учил своих учеников пытаться избежать выполнения неправильного приказа, насколько они могут, и отказываться, только если не будет другого выбора. В интервью, данном газете «Маарив» о деле гиюров, описанном выше, раввин сказал, что «можно отказываться выполнять приказ в случае эвакуации еврейских поселений, если армия не согласна освободить вас от этого». «Если, например, у меня сломана рука, мне не прикажут таскать вещи, правильно? Также если у меня разбитое сердце. Я не могу это сделать. Я думаю, мы должны принимать это во внимание». Он подчеркивает, что идёт речь о ситуации как в Гуш-Катифе, когда территории передаются неевреям, но если власть евреев в регионе остаётся, несмотря на его солидарность с эвакуированными, он не даст указание отказаться от выполнения приказа.